# Lenkerschlagen
Lenkerschlagen, auch Kickback genannt, ist ein gefährliches Phänomen, welches vor allem bei leichten und stark motorisierten Motorrädern (z. B. Sportmotorrädern) auftritt.
Beim starken Beschleunigen, insbesondere auf unregelmäßigem Untergrund (Wellen, Schlaglöcher), hebt sich das Vorderrad wegen der dynamischen Radlastverteilung von der Straße (nicht zu verwechseln mit dem gewollt ausgeführten Wheelie). Wird die Beschleunigung verringert, kommt das Vorderrad wieder auf die Straße auf. Da das Vorderrad in der Phase, in der es in der Luft ist, aus der Bewegungsrichtung des Motorrades gedreht wird, steht es beim Aufkommen auf die Straße leicht schief zur Fahrtrichtung. Dies führt dazu, dass das Vorderrad beim Kontakt mit der Straße schlagartig seitlich weggedreht wird. Für den Fahrer ist dies als eine schlagartige Drehung der Gabel und des Lenkers um die Lenkachse bis zum vollen Lenkeinschlag zu spüren. Je nach Dämpfung der Vorderradführung schwingt dieser Ausschlag mit einer Frequenz von mehreren Hertz mehr oder weniger lange nach. Im ungünstigsten Fall, wenn die Pendelbewegung mit einer Resonanzfrequenz der Vorderradführung erfolgt, kommt diese gar nicht oder nur sehr langsam zur Ruhe, so dass der Lenker mehrere Sekunden lang von Lenkanschlag zu Lenkanschlag schlägt (sog. Tank Slapper, weil die Lenkerenden fast gegen den Tank schlagen).
Dieses Phänomen ist im Gegensatz zum harmloseren Lenkerflattern äußerst gefährlich und führt häufig zu einem Sturz bei hoher Geschwindigkeit. Der Fahrer ist in der Regel mit schuld, da ein Tank Slapper das ganze Motorrad erfasst, wenn der Fahrer sich am Lenker festkrallt. Wegen der Plötzlichkeit des Auftretens und der sehr hohen auftretenden Kräfte benötigt man einen sicheren, festen Halt auf der Maschine (auch ohne Lenker). Um, wenn überhaupt noch möglich, einem Sturz entgegenzuwirken, sollte man langsam die Geschwindigkeit verringern und den Lenker möglichst lockerlassen.
Ein Beispiel, bei dem der Hersteller alle Fahrzeuge der betroffenen Baureihe zurückrufen musste, ist das der Suzuki TL 1000. Inzwischen werden in betroffenen Motorrädern teilweise Lenkungsdämpfer oder zumindest Haltepunkte für diese verbaut. Ein Lenkungsdämpfer ist ein zwischen Lenker und Rahmen befestigter Stoßdämpfer, der die plötzliche starke Bewegung des Lenkers dämpft und so dem Lenkerschlagen vorbeugt. 